# УЕФА квалификације за Светско првенство у фудбалу за жене 2023 — група Д
Група Д, квалификационог такмичења УЕФА за Светско првенство у фудбалу за жене 2023. се састојала од шест репрезентација: Енглеска, Аустрија, Северне Ирске, Луксембург, С. Македоније и Летонија. Састав девет група у квалификационој групној фази одређен је жребом одржаним 30. априла 2021. са тимовима који су били носиоци према рангу коефицијената.
Група се играла у кругу, као домаћин и у гостима, између 17. септембра 2021. и 6. септембра 2022. са паузом за Европско првенство за жене 2022. у јулу. Победнице група су се квалификовале на завршни турнир, док су другопласиране прочле у плеј-оф другог кола ако су биле једна од три најбоља другопласираних у свих девет група (рачунајући резултате против петопласиране екипе).

## Табела
| Pos | Тим                | О  | П  | Н | И | ГД | ГП | ГР  | Бод. | Qualification                             |
| --- | ------------------ | -- | -- | - | - | -- | -- | --- | ---- | ----------------------------------------- |
| 1   | Енглеска           | 10 | 10 | 0 | 0 | 80 | 0  | +80 | 30   | Светско првенство у фудбалу за жене 2023. |
| 2   | Аустрија           | 10 | 7  | 1 | 2 | 50 | 7  | +43 | 22   | Плеј-оф                                   |
| 3   | Северна Ирска      | 10 | 6  | 1 | 3 | 36 | 16 | +20 | 19   |                                           |
| 4   | Луксембург         | 10 | 3  | 0 | 7 | 9  | 45 | −36 | 9    |                                           |
| 5   | Северна Македонија | 10 | 2  | 0 | 8 | 10 | 62 | −52 | 6    |                                           |
| 6   | Летонија           | 10 | 1  | 0 | 9 | 8  | 63 | −55 | 3    |                                           |

## Утакмице
Сва времена су CET/CEST, како наводи УЕФА (локална времена, ако се разликују, она су у загради).
| Летонија      | 1 : 8                           | Аустрија |
| ------------- | ------------------------------- | --- |
| Заичикова 12’ | Извештај (ФИФА) Извештај (УЕФА) | Хебингер 17’ · Била 30’, 79’ (пен.) · Дунст 61’ · Војитан 63’ (а.г.) · Фајерсингер 86’ · Винеројтер 88’, 90+3’ |

| Енглеска                                                                                                  | 8 : 0                           | Северна Македонија |
| --- | ------------------------------- | ------------------ |
| Тун 13’ · Вајт 42’, 67’ (пен.) · Зивикј 45’ (а.г.) · Ингланд 77’, 90’ · Коларовска 79’ (а.г.) · Мид 90+1’ | Извештај (ФИФА) Извештај (УЕФА) |                    |

| Северна Ирска                                    | 4 : 0                           | Луксембург |
| ------------------------------------------------ | ------------------------------- | ---------- |
| Калаган 16’ · Фирнес 23’ · Вилсон 41’ · Вејд 70’ | Извештај (ФИФА) Извештај (УЕФА) |            |

| Северна Македонија | 0 : 6                           | Аустрија                                                   |
| ------------------ | ------------------------------- | ---------------------------------------------------------- |
|                    | Извештај (ФИФА) Извештај (УЕФА) | Хебингер 12’ · Била 20’ (пен.), 67’, 71’ · Ханшау 37’, 65’ |

| Северна Ирска                                                   | 4 : 0                           | Летонија |
| --------------------------------------------------------------- | ------------------------------- | -------- |
| Мекданијел 48’ · Мекгинис 65’ · Калиган 78’ · Фурнес 82’ (пен.) | Извештај (ФИФА) Извештај (УЕФА) |          |

| Луксембург | 0 : 10                          | Енглеска |
| ---------- | ------------------------------- | --- |
|            | Извештај (ФИФА) Извештај (УЕФА) | Вајт 12’, 17’ · Парис 27’ · Гринвуд 37’, 47’ · Бершајд 62’ (а.г.) · Брајт 79’, 90+1’ · Дејли 90+3’ · Ингланд 90+4’ |

| Летонија     | 1 : 4                           | Северна Македонија                               |
| ------------ | ------------------------------- | ------------------------------------------------ |
| Баличева 30’ | Извештај (ФИФА) Извештај (УЕФА) | Рочи 9’ · Андонова 28’, 63’ (пен.) · Максути 51’ |

| Аустрија                                                             | 5 : 0                           | Луксембург |
| -------------------------------------------------------------------- | ------------------------------- | ---------- |
| Била 42’, 50’ · Нашемвенг 45+2’ · Ензингер 66’ · Пунтигам 84’ (пен.) | Извештај (ФИФА) Извештај (УЕФА) |            |

| Енглеска                        | 4 : 0                           | Северна Ирска |
| ------------------------------- | ------------------------------- | ------------- |
| Мид 64’, 75’, 78’ · Ингланд 72’ | Извештај (ФИФА) Извештај (УЕФА) |               |

| Северна Македонија        | 2 : 3                           | Луксембург              |
| ------------------------- | ------------------------------- | ----------------------- |
| Рочи 21’ · Николовска 90’ | Извештај (ФИФА) Извештај (УЕФА) | Абреу 8’, 62’ · Тил 67’ |

| Летонија | 0 : 10                          | Енглеска                                                                                          |
| -------- | ------------------------------- | ------------------------------------------------------------------------------------------------- |
|          | Извештај (ФИФА) Извештај (УЕФА) | Тун 8’, 12’, 68’ · Вајт 25’ · Брајт 32’ · Мид 55’ · Дејли 70’, 82’ · Вилијамсон 79’ · Стенвеј 81’ |

| Северна Ирска       | 2 : 2                           | Аустрија                   |
| ------------------- | ------------------------------- | -------------------------- |
| Вејд 46’ · Венс 50’ | Извештај (ФИФА) Извештај (УЕФА) | Дунст 42’ · Ензингер 90+2’ |

| Северна Македонија | 0 : 11                          | Северна Ирска                                                                                                |
| ------------------ | ------------------------------- | --- |
|                    | Извештај (ФИФА) Извештај (УЕФА) | Фурнис 4’, 16’ (пен.), 68’ · Мекена 10’ · Магил 11’, 42’, 73’, 90’ · Вејд 26’ · Мекгинис 33’ · Холовеј 90+1’ |

| Енглеска | 1 : 0                           | Аустрија |
| -------- | ------------------------------- | -------- |
| Вајт 40’ | Извештај (ФИФА) Извештај (УЕФА) |          |

| Северна Ирска                                                                        | 9 : 0                           | Северна Македонија |
| ------------------------------------------------------------------------------------ | ------------------------------- | ------------------ |
| Мекгинис 11’, 38’, 62’ · Холовеј 30’, 64’ · Фурнис 36’, 87’ · Магил 74’ · Бити 90+3’ | Извештај (ФИФА) Извештај (УЕФА) |                    |

| Енглеска | 20 : 0                          | Летонија |
| --- | ------------------------------- | -------- |
| Мид 3’, 12’, 23’ · Вајт 6’, 9’, 49’ · Хемп 18’, 44’, 76’, 88’ · Тун 42’ · Стенвеј 52’ (пен.) · Картер 56’ · Ингланд 61’, 84’ · Скот 67’ · Русо 71’, 81’, 82’ · Нобс 80’ | Извештај (ФИФА) Извештај (УЕФА) |          |

| Луксембург | 0 : 8                           | Аустрија                                                                         |
| ---------- | ------------------------------- | -------------------------------------------------------------------------------- |
|            | Извештај (ФИФА) Извештај (УЕФА) | Ензингер 16’, 17’, 23’ · Била 27’, 62’ · Дунст 48’ · Хебингер 60’ · Задразил 68’ |

| Северна Македонија | 0 : 10                          | Енглеска                                                                |
| ------------------ | ------------------------------- | ----------------------------------------------------------------------- |
|                    | Извештај (ФИФА) Извештај (УЕФА) | Мид 6’, 12’, 47’, 53’ · Тун 24’, 74’, 78’ · Вајт 42’ · Стенвеј 45’, 56’ |

| Аустрија                            | 3 : 1                           | Северна Ирска |
| ----------------------------------- | ------------------------------- | ------------- |
| Венингер 48’ · Била 55’ · Дунст 57’ | Извештај (ФИФА) Извештај (УЕФА) | Ендрјус 85’   |

| Луксембург                       | 3 : 2                           | Летонија          |
| -------------------------------- | ------------------------------- | ----------------- |
| Магалес 50’ · Томпсон 81’, 90+5’ | Извештај (ФИФА) Извештај (УЕФА) | Федотова 29’, 47’ |

| Луксембург         | 2 : 1                           | Северна Македонија |
| ------------------ | ------------------------------- | ------------------ |
| Томпсон 28’, 45+1’ | Извештај (ФИФА) Извештај (УЕФА) | Рочи 1’            |

| Аустрија | 8 : 0                           | Летонија |
| --- | ------------------------------- | -------- |
| Пантигнам 11’ (пен.), 14’ · Деген 16’ · Шектл 58’ · Платнер 64’, 90+2’ · Нашенвенг 70’ · Рожашчонока 76’ (а.г.) | Извештај (ФИФА) Извештај (УЕФА) |          |

| Северна Ирска | 0 : 5                            | Енглеска                                   |
| ------------- | -------------------------------- | ------------------------------------------ |
|               | Извештај (ФИФА) Извештај (УЕФА)) | Хемп 26’, 60’ · Тун 52’ · Стенвеј 70’, 79’ |

| Летонија   | 1 : 0                           | Луксембург |
| ---------- | ------------------------------- | ---------- |
| Триман 64’ | Извештај (ФИФА) Извештај (УЕФА) |            |

| Северна Македонија                  | 3 : 2                           | Летонија               |
| ----------------------------------- | ------------------------------- | ---------------------- |
| Андонова 13’, 17’ (пен.) · Рочи 72’ | Извештај (ФИФА) Извештај (УЕФА) | Рочан 5’ · Шевцова 79’ |

| Луксембург | 1 : 2                           | Северна Ирска           |
| ---------- | ------------------------------- | ----------------------- |
| Томсон 80’ | Извештај (ФИФА) Извештај (УЕФА) | Робсон 52’ · Мекена 85’ |

| Аустрија | 0 : 2                           | Енглеска            |
| -------- | ------------------------------- | ------------------- |
|          | Извештај (ФИФА) Извештај (УЕФА) | Русо 7’ · Парис 69’ |

| Летонија  | 1 : 3                           | Северна Ирска                                        |
| --------- | ------------------------------- | ---------------------------------------------------- |
| Рочан 27’ | Извештај (ФИФА) Извештај (УЕФА) | Вајводе 36’ (а.г.), 90+5’ (а.г.) · Лубина 89’ (а.г.) |

| Енглеска | 10 : 0                          | Луксембург |
| --- | ------------------------------- | ---------- |
| Стенвеј 12’ (пен.), 26’ · Русо 18’ · Дејли 38’ · Мид 40’ · Ингланд 48’, 90+2’ · Парис 59’ · Тун 73’ (пен.) · Хемп 90’ | Извештај (ФИФА) Извештај (УЕФА) |            |

| Аустрија | 10 : 0                          | Северна Македонија |
| --- | ------------------------------- | ------------------ |
| Била 7’, 34’ (пен.), 66’ · Задразил 28’ · Венингер 43’ · Дунст 47’ · Хебингер 50’ · Фејезингер 61’, 78’ · Нашенвенг 71’ | Извештај (ФИФА) Извештај (УЕФА) |                    |

## Голгетерке
Укупно је постигнуто  193 голова у 30 утакмица, с просеком од 6.43 гола по утакмици.
13 голова
- Никол Била
- Бет Мид

10 голова
- Ела Тун
- Елен Вајт

8 голова
- Бетани Ингланд
- Џорџа Стенвеј

7 голова
- Лорен Хемп
- Рејчел Фурнис

5 голова
- Барбара Дунст
- Стефани Ензингер
- Алесија Русо
- Еми Томпсон
- Симон Магил
- Кирсти Мекгинис

1 аутогол
- Арта Луиз Лубина (против Северне Ирске)
- Лијана Рожашчонока (против Аустрије)
- Сандра Воитан (против Аустрије)
- Џесика Бершејд (против Енглеске)
- Сара Коларовска (против Енглеске)
- Јулија Живикј (против Енглеске)

2 аугогола
- Енија Ана Вејводе (против Северне Ирске)

## Белешке
1. ↑  CEST (УТЦ+2) за датуме између 28. марта и 31. октобра 2021. и између 27. марта и 30. октобра 2022., и CET (УТЦ+1) за све остале датуме.